# 아이리스: 더 무비
"아이리스: 더 무비"은 2010년 11월 22일에 공개된 아이리스의 극장판이다. 국제적 비밀조직 아이리스의 음모를 막기 위해 싸우는 정보요원들의 이야기를 다루고 있다.

## 줄거리
- 드라마 아이리스의 스토리와 다른 것으로 알려져 있다. 극장판에서는 김선화, 박철영 등 다수의 등장 인물이 다른 결말을 맞게 된다고 한다.[1]

## 등장 인물

### 국가안전국 (NSS)
- 김현준 : 이병헌
- 최승희 : 김태희
- 박상현 : 윤제문
- 오현규 : 윤주상
- 양정인 : 김혜진
- 양미정 : 현쥬니
- 황태성 : 나윤

### 조선민주주의인민공화국
- 박철영 : 김승우
- 김선화 : 김소연
- 연기훈 : 최종환
- 강도철 : 장동직
- 백경화 : 이언정
- 오광수 : 여호민
- 김현석 : 김민찬
- 홍승룡 : 조원희
- 윤성철 : 이석구
- 박중권 : 박수현

### 대한민국청와대
- 조명호 : 이정길
- 정형준 : 정한용
- 홍수진 : 명지연
- 권오현 : 정종준
- 유강오 : 박용기

### 아이리스 (IRIS)
- 진사우 : 정준호
- 백산 : 김영철
- 빅 : 최승현
- 어성식 : 길금성

### 기타 인물
- 유정훈 : 김갑수
- 강철환 : 정호빈
- 유키 : 미야마 카렌

## 개요
- 2010년 3월 18일에 아이리스 한 관계자는 21일에 있을 제34회 홍콩 국제영화제에서 첫 선을 보인다고 밝혔다.[2] 극장판 영화로는 이례적으로 기존 드라마 분량에 보충 촬영분을 추가하여 공개할 예정이다.

- 2010년 11월 22일에 씨네21를 통해 IPTV와 케이블 및 위성 PPV와 인터넷사이트를 통해 "아이리스: 더 무비"라는 이름으로 공개되었다. 기존 20부작을 재편집하고, 추가 촬영을 통해 첨가된 내용을 덧붙였다. 여기에서 김현준의 저격범이 드러났다.[3] 하지만 아이리스 2에서는 아이리스: 더 무비와는 다르게 김선화가 아닌 레이가 저격한 것으로 되어 있다.

## 같이 보기
- 아이리스 (2009년) : 아이리스 극장판의 원작
- 아테나: 전쟁의 여신 (2010년) : 아이리스 시리즈의 스핀 오프 드라마
- 아테나: 더 무비 (2011년) : 아이리스 시리즈의 스핀 오프 영화
- 아이리스 2 (2013년) : 아이리스 시리즈의 두 번째 드라마
- 아이리스 2: 더 무비 (2014년) : 아이리스 시리즈의 두 번째 극장판의 원작